# Península Cumberland
La península Cumberland es una península localizada en la parte sureste de isla Baffin, en el territorio autónomo de Nunavut, Canadá. 

## Geografía

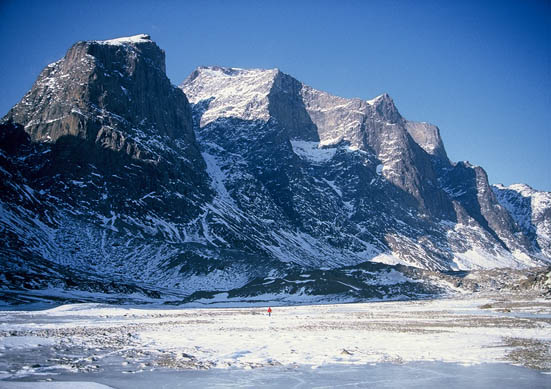
Monte Odin (2147 m).

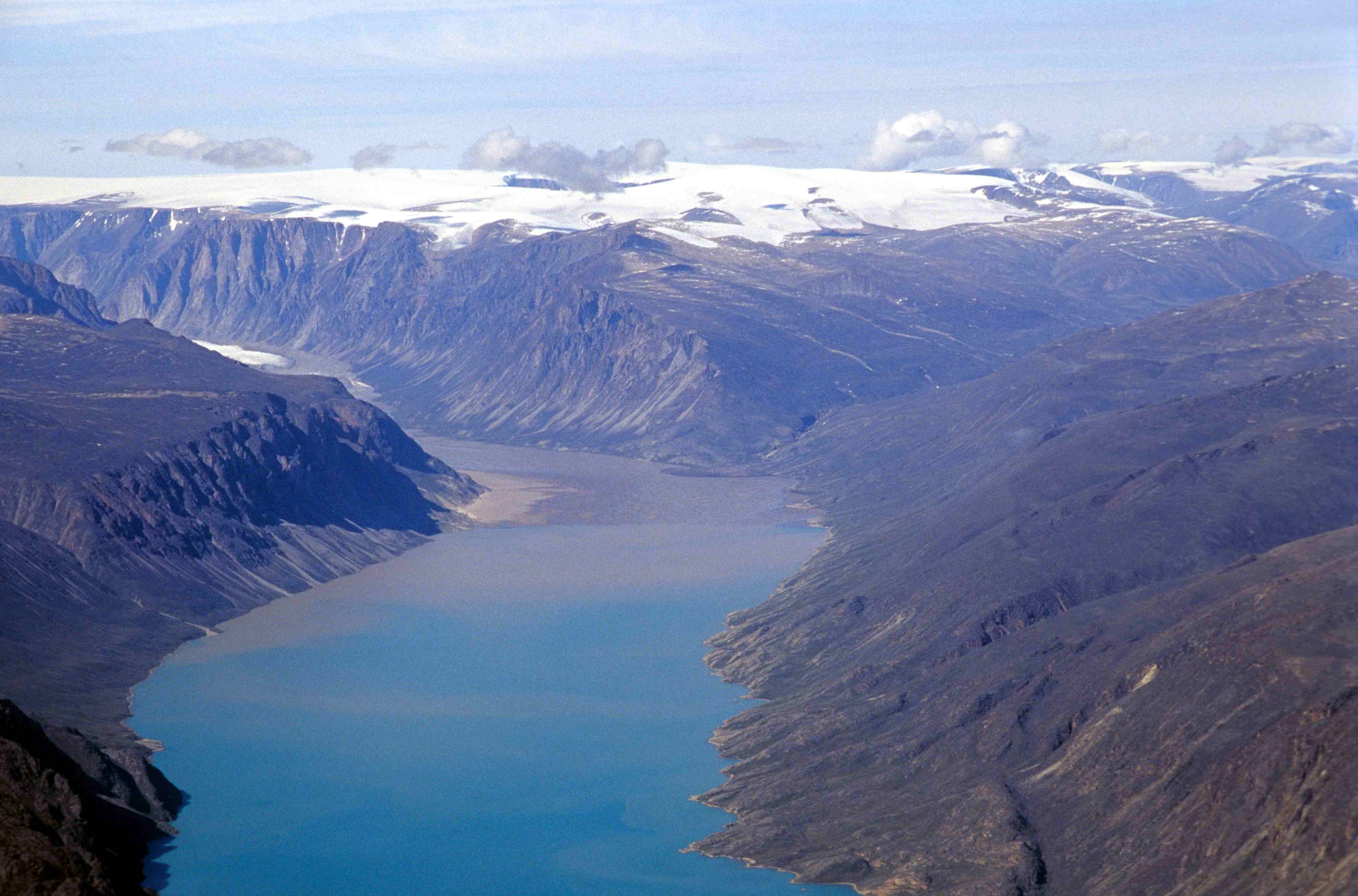
Vista del Fiordo de Pangnirtung.

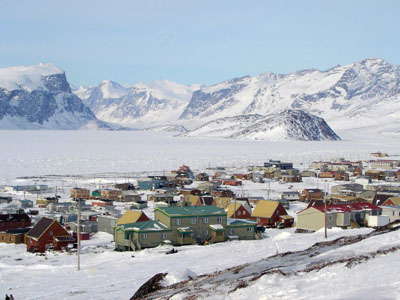
Vista de Pangnirtung.

La península Cumberland se encuentra localizada entre los 64°56′—67°57′ de latitud Norte y los 61°56′-68° de longitud Oeste. El círculo polar ártico atraviesa la península, y sus costas forman parte de la margen occidental del estrecho de Davis —que conecta el mar de Labrador al sur, con bahía de Baffin, al norte— siendo la otra margen la costa occidental de Groenlandia. La anchura de la península, en el punto más estrecho, es de 335 km, entre cabo Dyer y Holsteinborg. Las aguas del Cumberland Sound, al suroeste, separan la península de Cumberland de la península Hall, que también forma parte de la isla de Baffin.
El terreno es montañoso y en esta península se encuentra las estribaciones occidentales de los montes Baffin, con el monte Odin (2.147 m) cerca del círculo polar ártico y monte Asgard (2015 m), que son los puntos más alto de toda isla Baffin. 
El único asentamiento en la zona es Pangnirtung, a unos 12 km aguas arriba en el interior del fiordo homónimo de Pangnirtung, situado en la ribera meridional de la península, que cuenta con un pequeño aeropuerto con una pista de casi 1 km. Este asentamiento se generó alrededor de un primitivo puesto que estableció aquí en 1921 la Compañía de la Bahía de Hudson. Pangnirtung es apodada la «Suiza del Ártico». 
La parte norte de la península forma parte del Parque nacional Auyuittuq, al que se accede desde Pangnirtung tras un trayecto de una hora en barco hasta el fondo del fiordo y luego a pie. El parque dispone de un centro de visitantes.
La península Cumberland forma parte del bioma tundra ártico —el bioma del mundo más frío y más seco— al igual que el resto de la isla de Baffin.